# Fonte battesimale

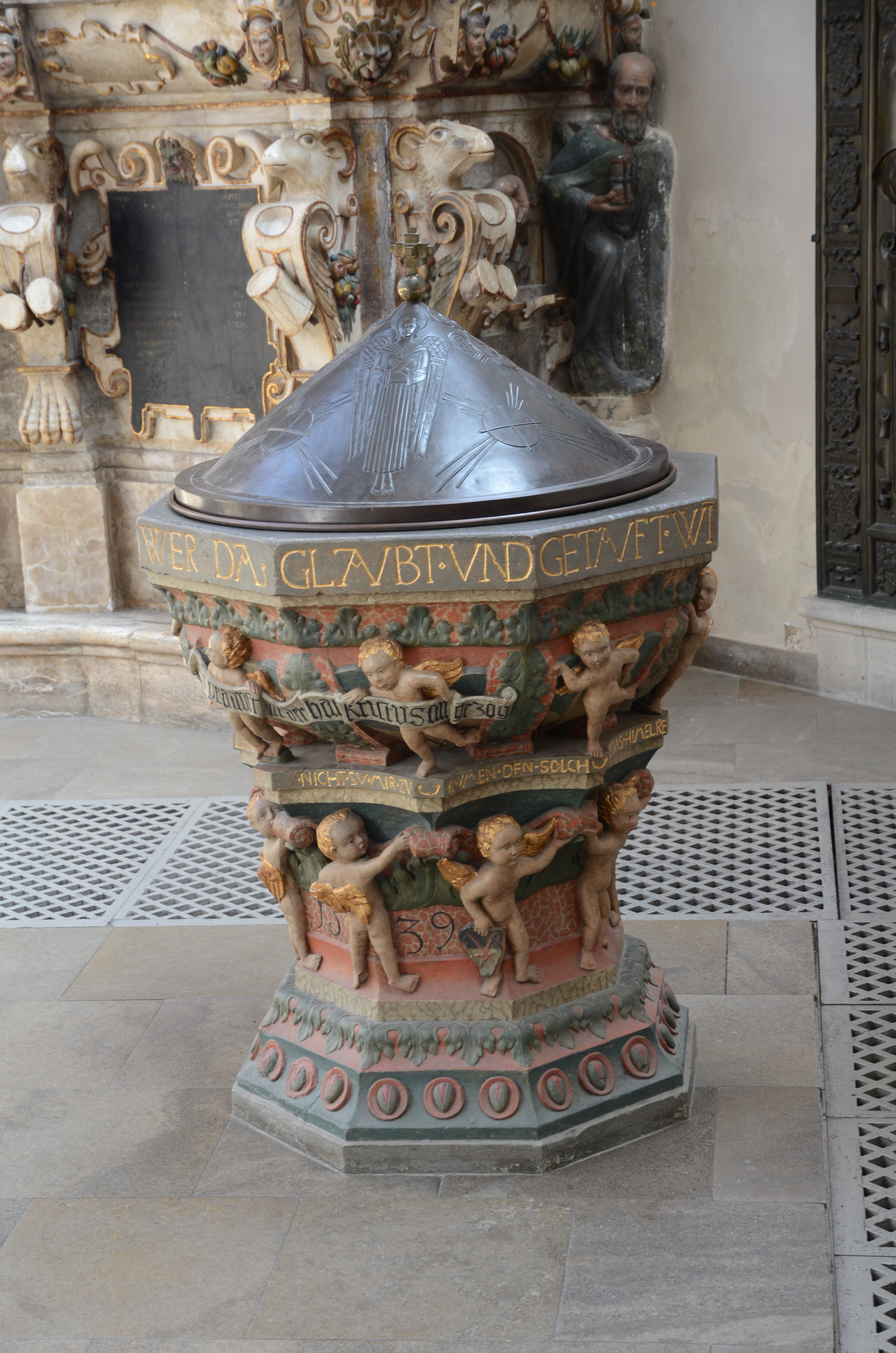
il fonte battesimale rinascimentale della chiesa di San Maurizio a Coburgo

Il fonte battesimale è una vasca presente nei battisteri o nelle chiese. Tale struttura è funzionale alla celebrazione del rito del battesimo, che può avvenire per infusione dell'acqua sul capo (forma più diffusa nelle Chiese di rito romano e in molte Chiese protestanti storiche) o, in modo più corrispondente all'etimologia della parola, per immersione (nelle Chiese di rito orientale, rito ambrosiano, nelle Chiese pentecostali, nella Chiesa battista, presso i testimoni di Geova e presso i mormoni).

## Collocazione
Il fonte può essere posto in luoghi diversi: normalmente è su un lato della navata, vicino all'ingresso della chiesa, per ricordare anche simbolicamente che è attraverso il battesimo che si entra ad esser parte della famiglia della Chiesa. Alcune volte il fonte ha una cappella laterale ad esso riservata oppure esso è collocato nelle immediate vicinanze del presbiterio. Alcune chiese medievali o rinascimentali possiedono un edificio annesso alla chiesa, il battistero, costruito al fine di conservarvi il fonte e adibito al solo rito del battesimo.

## Tipi

### Fonte battesimale per infusione
Il fonte battesimale finalizzato all'infusione dell'acqua è costituito normalmente da una vasca di marmo o di pietra, a cui fa da sostegno un piedistallo, sul quale, per mezzo di un supporto, essa poggia. Può essere chiusa da una copertura, sulla quale spesso si ritrovano decorazioni e sculture.
La forma è variabile, sulla base di simbologie: ad esempio, può avere tre lati, richiamando così la Santa Trinità.

### Fonte battesimale per immersione
Se il fonte è finalizzato all'immersione del battezzando, allora la sua struttura cambia: si tratta di una vasca di dimensioni più ampie, che consenta al corpo di essere immerso completamente.

## Galleria d'immagini

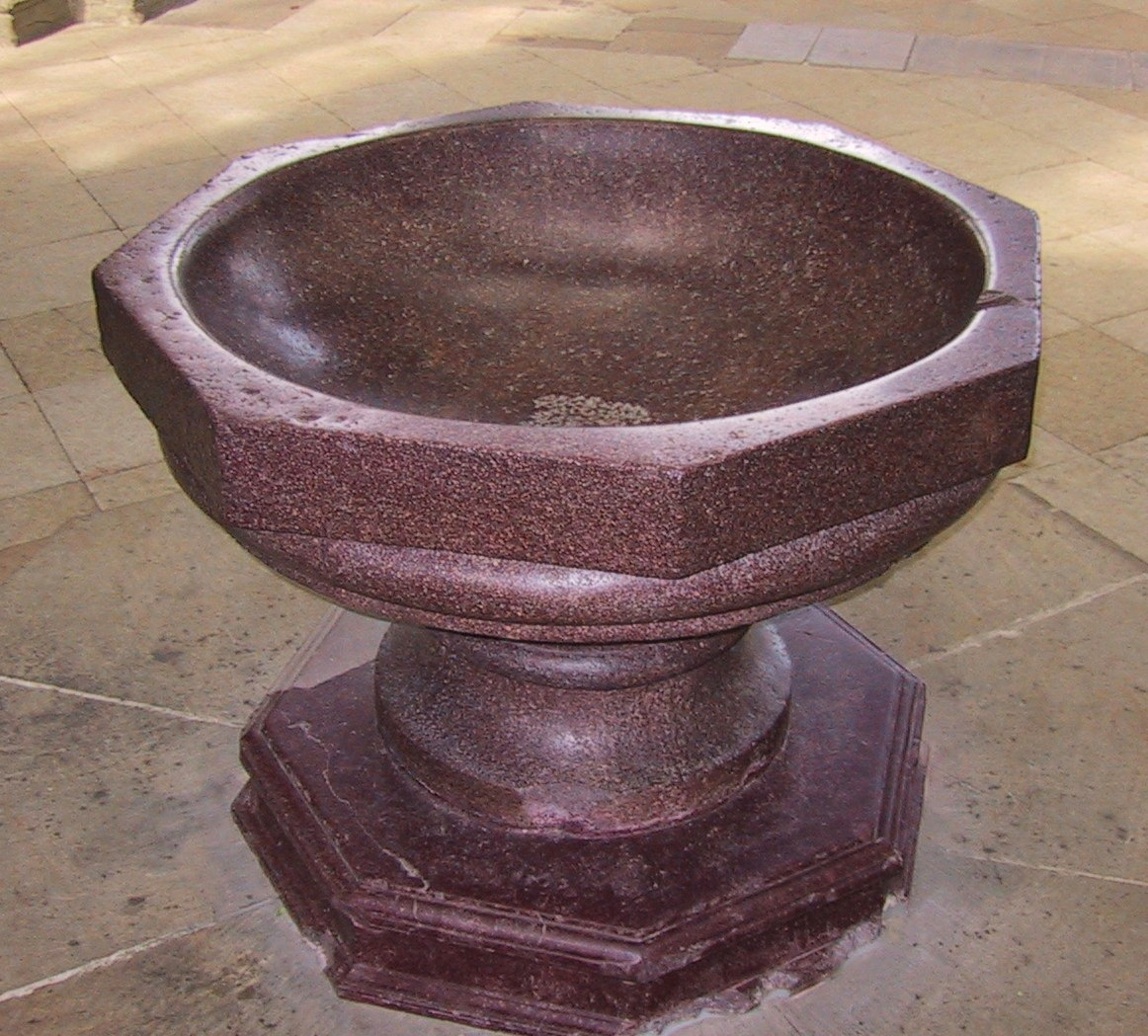
Fonte battesimale della cattedrale di Magdeburgo
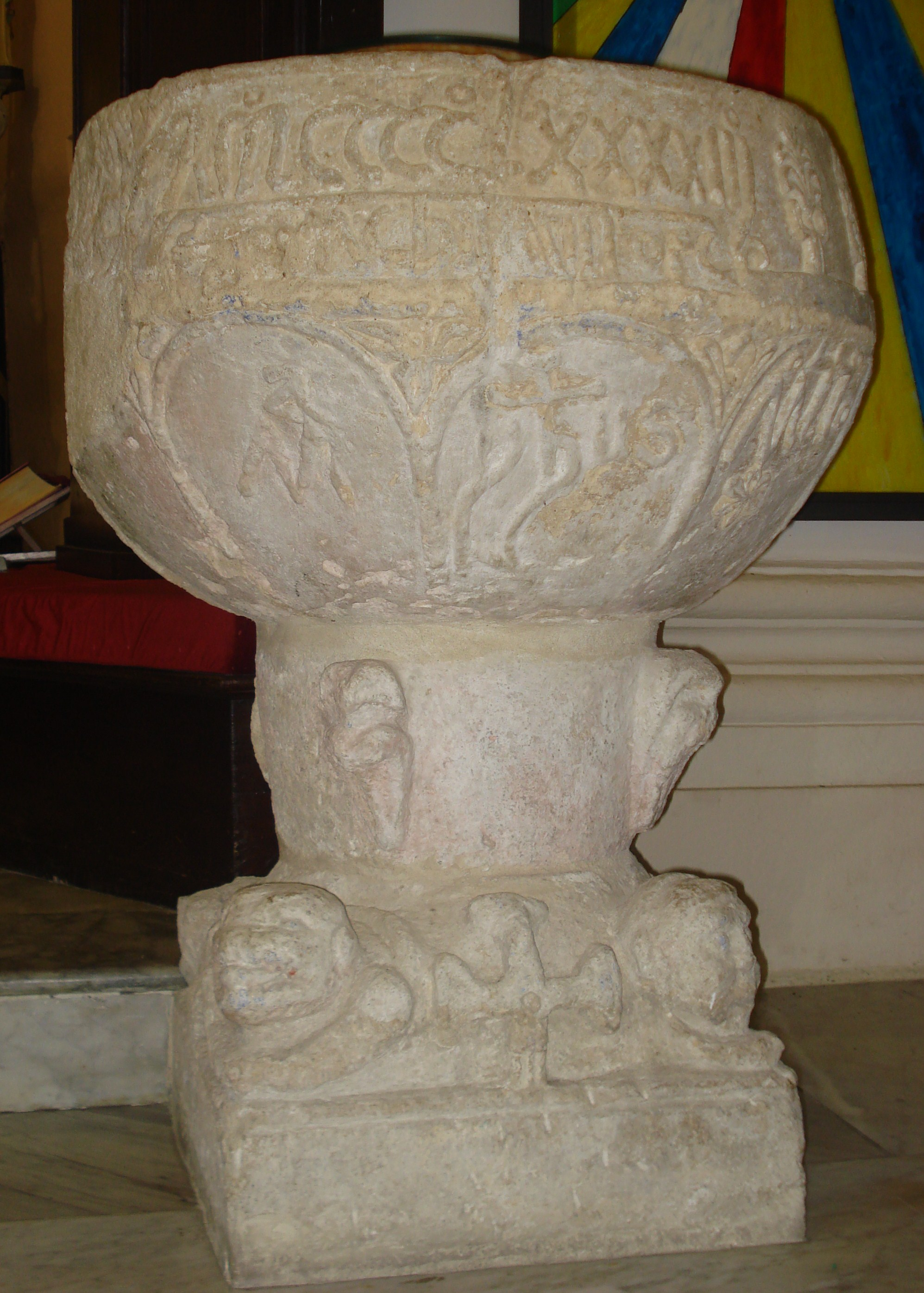
Fonte battesimale della chiesa dei Santi Pietro e Paolo di Grimaldi
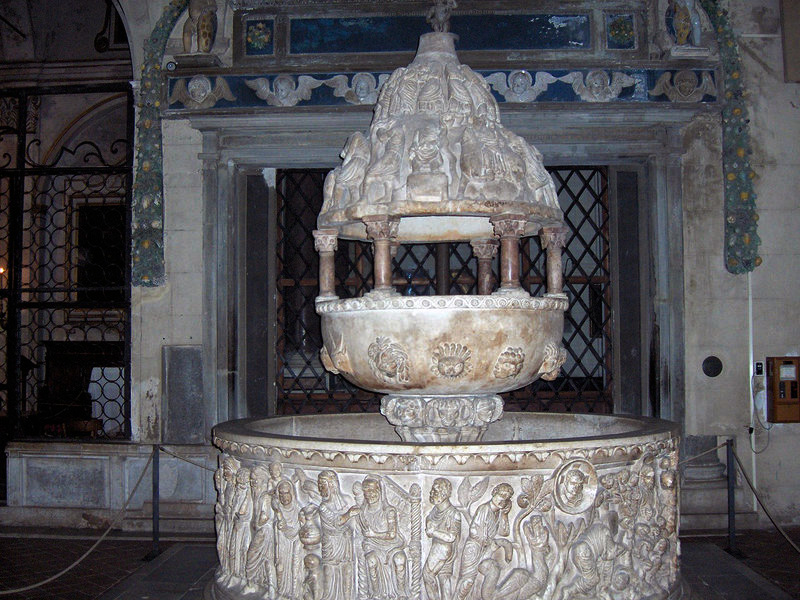
Fonte battesimale della basilica di San Frediano a Lucca
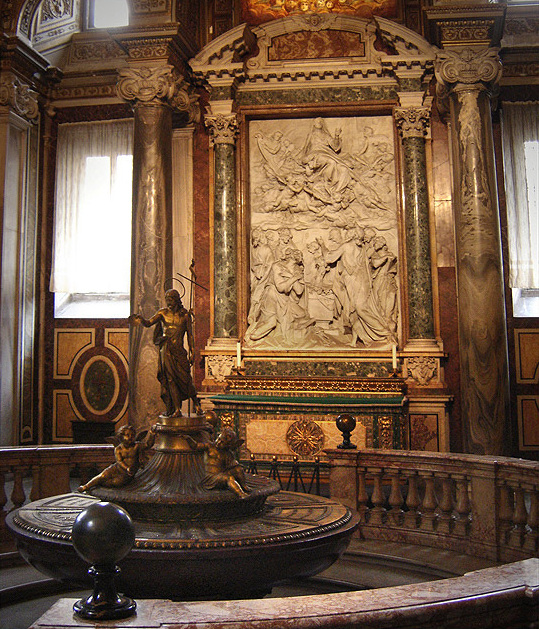
Fonte battesimale di Santa Maria Maggiore a Roma
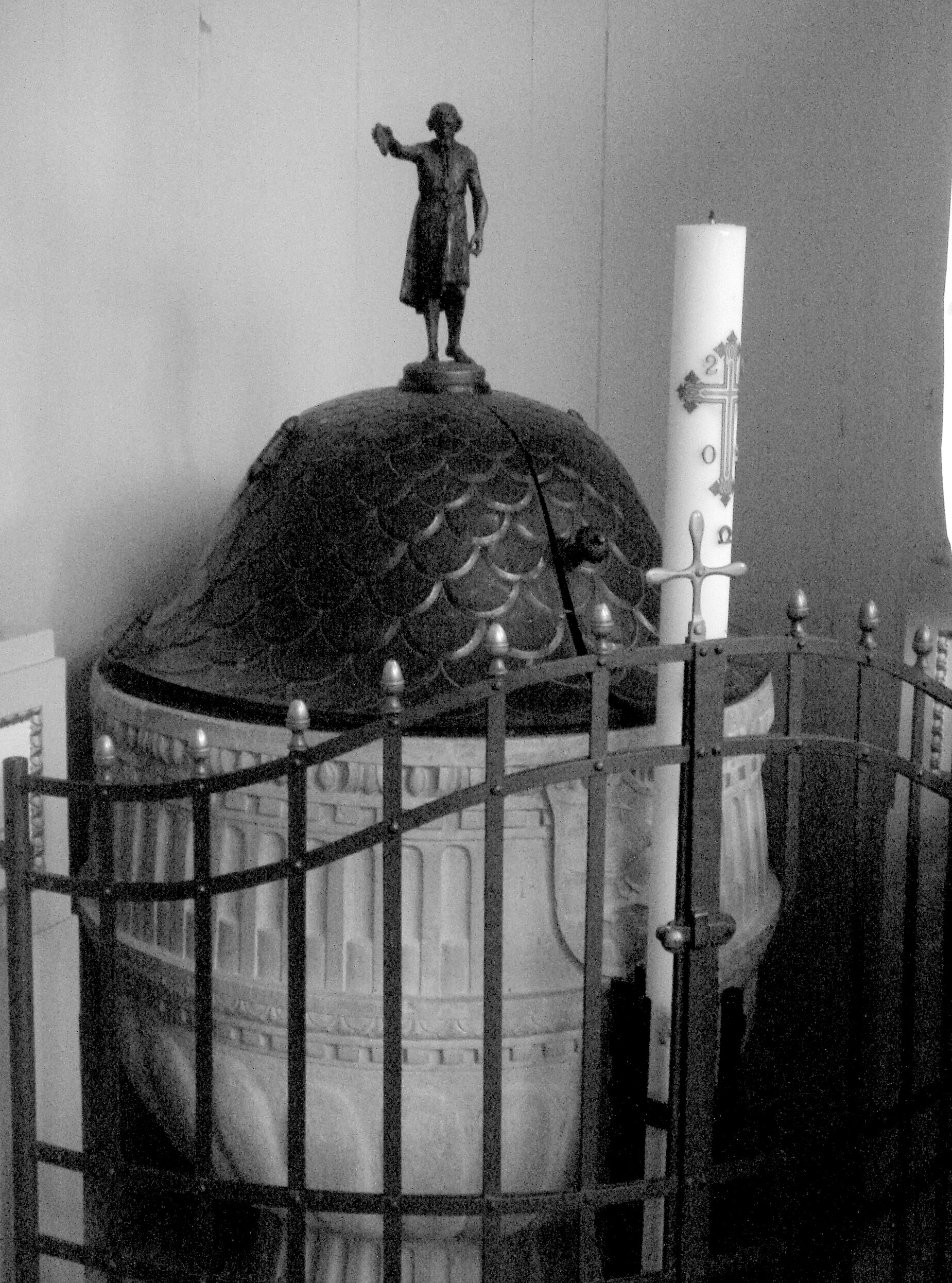
Fonte battesimale della chiesa di San Martino a San Martino (Colle Umberto)
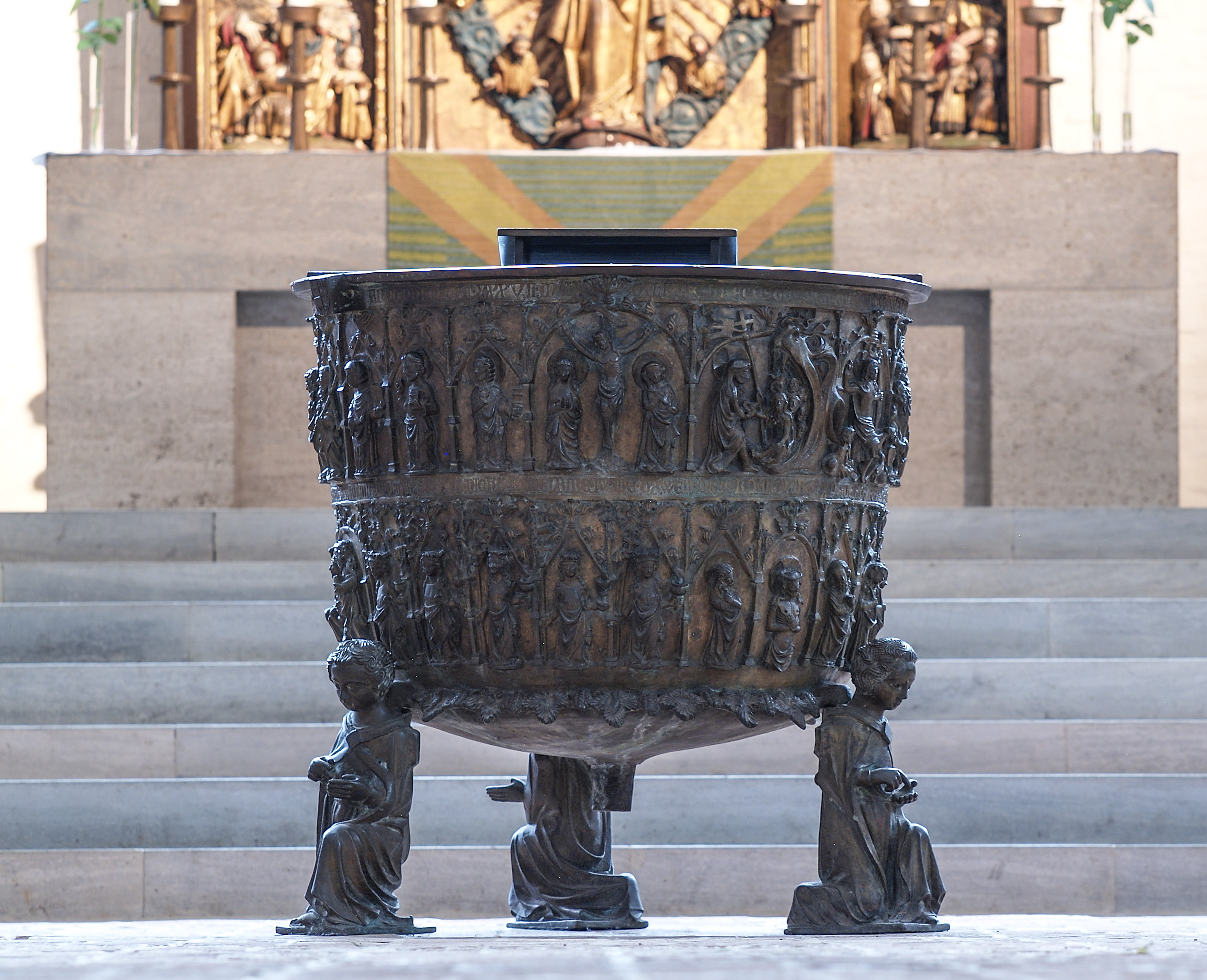
Fonte battesimale in bronzo nella chiesa di Santa Maria a Lubecca
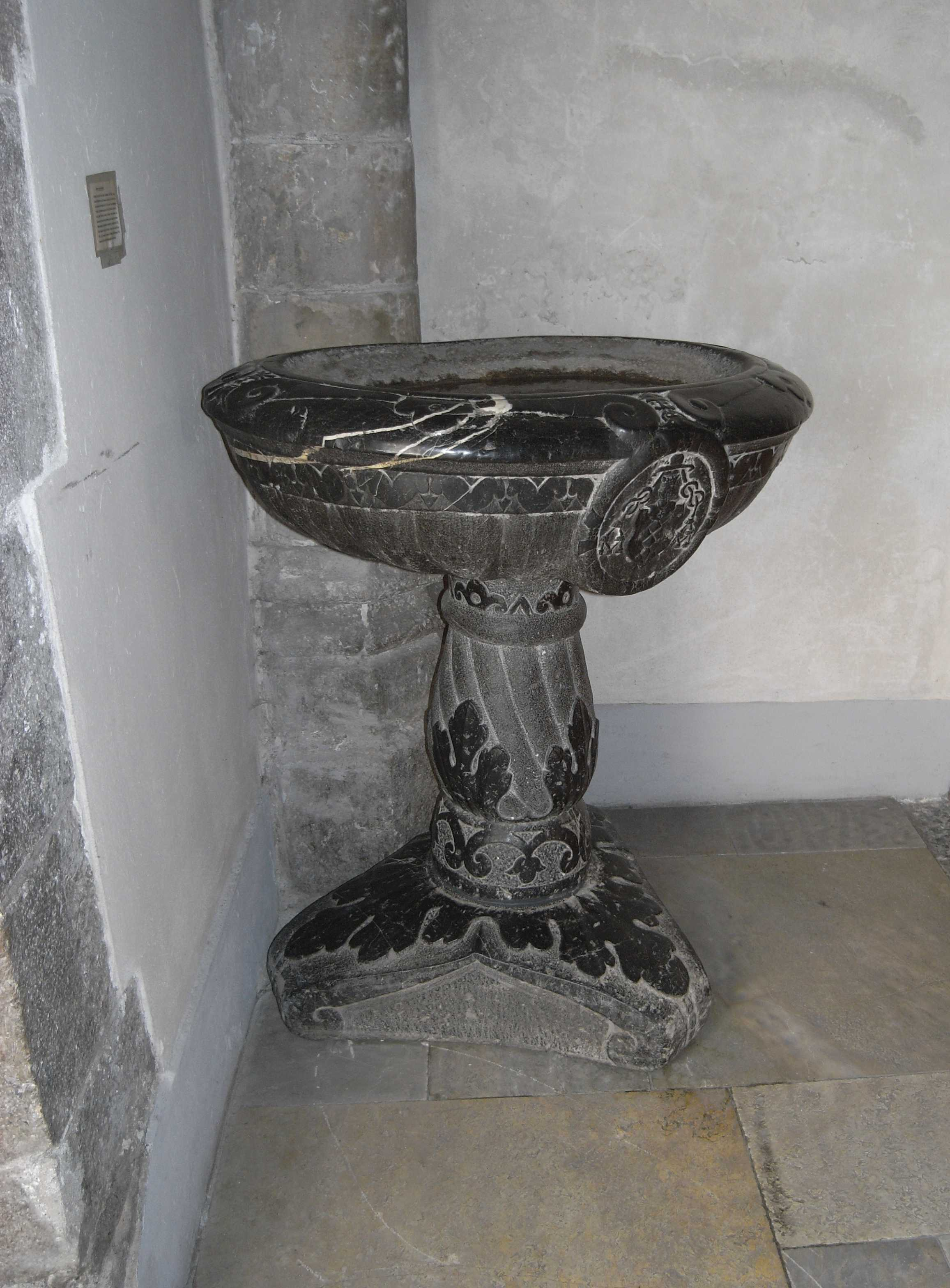
Fonte battesimale della cattedrale di Notre-Dame du Glarier, Sion
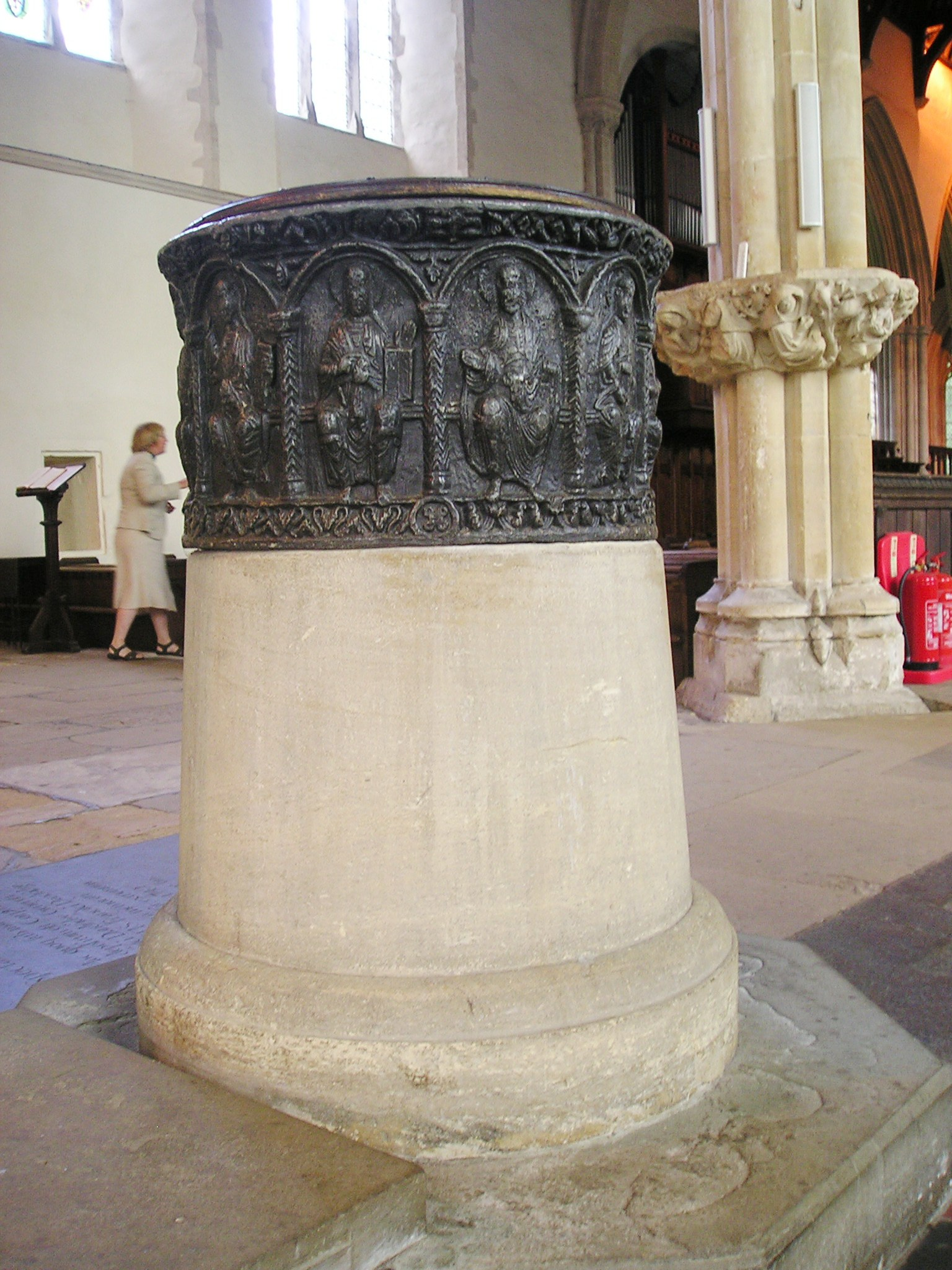
Fonte battesimale normanno in piombo con rappresentazione in rilievo degli apostolo nell'abbazia dei Santi Pietro e Paolo a Dorchester (Inghilterra)
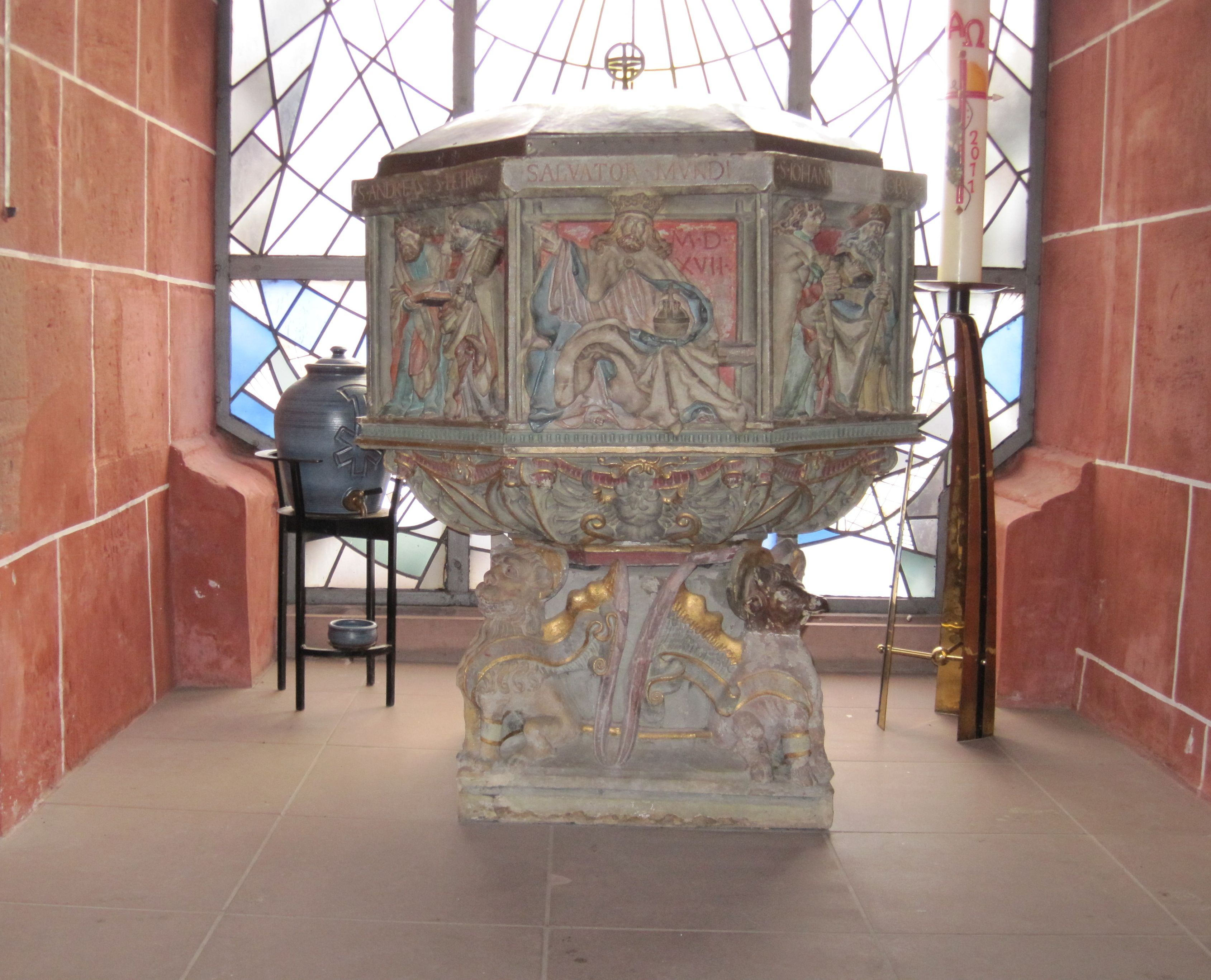
Fonte battesimale della chiesa dei Santi Pietro e Paolo a Eltville am Rhein (Assia), proveniente dal laboratorio di Hans Backoffen, datato 1517
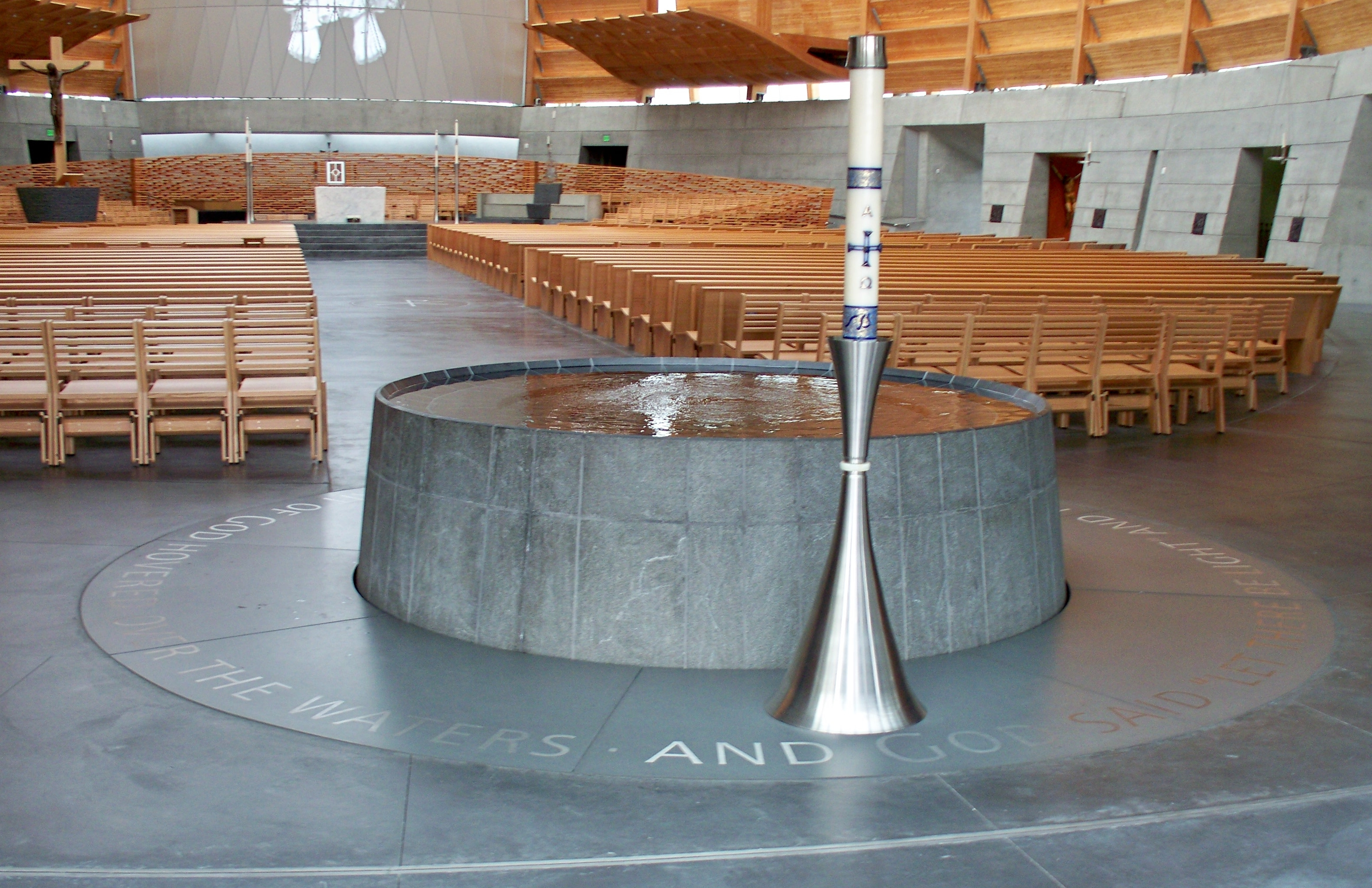
Fonte battesimale per immersione nella cattedrale di Oakland
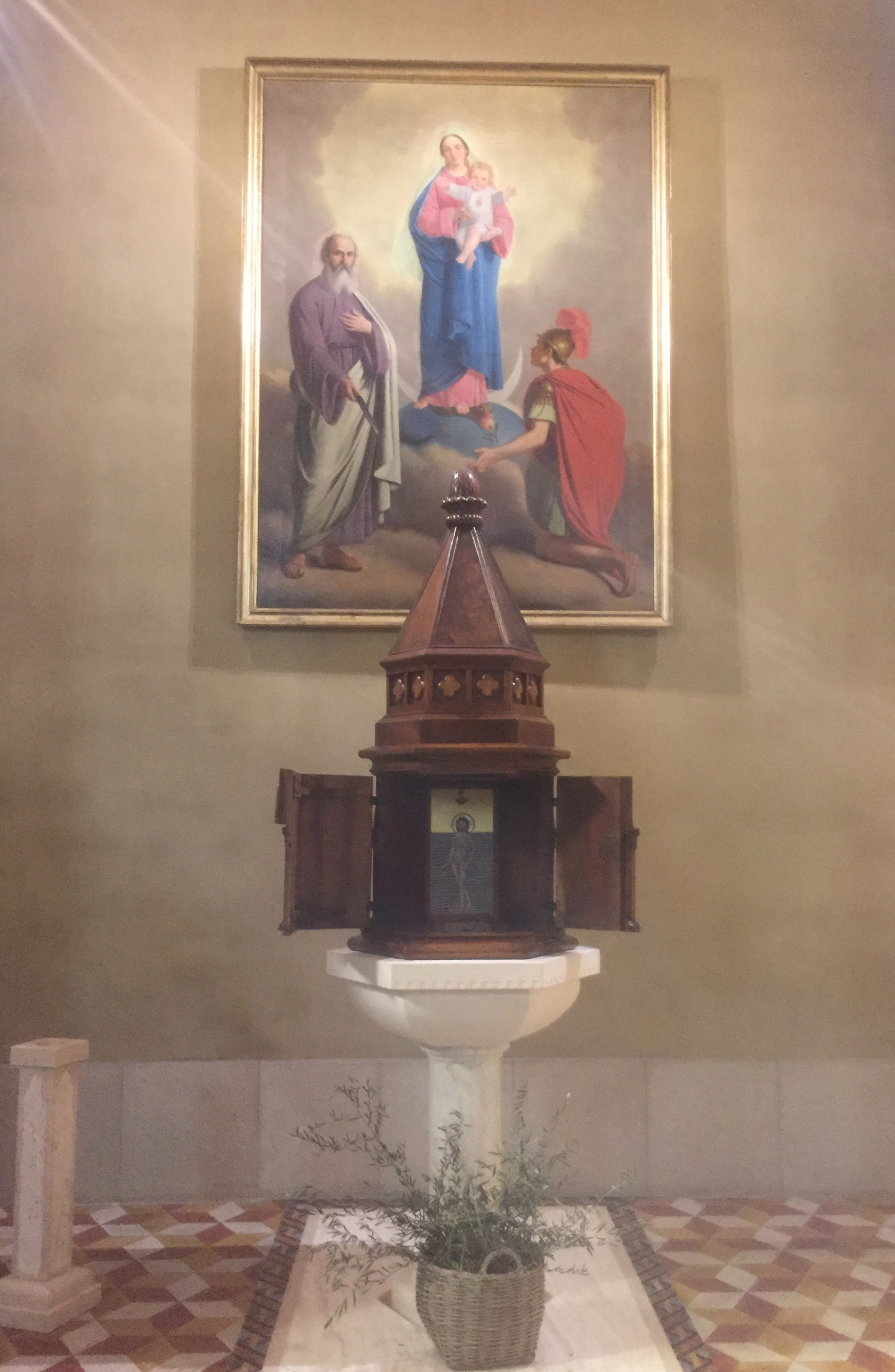
Fonte battesimale della chiesa di San Bartolomeo di Marne
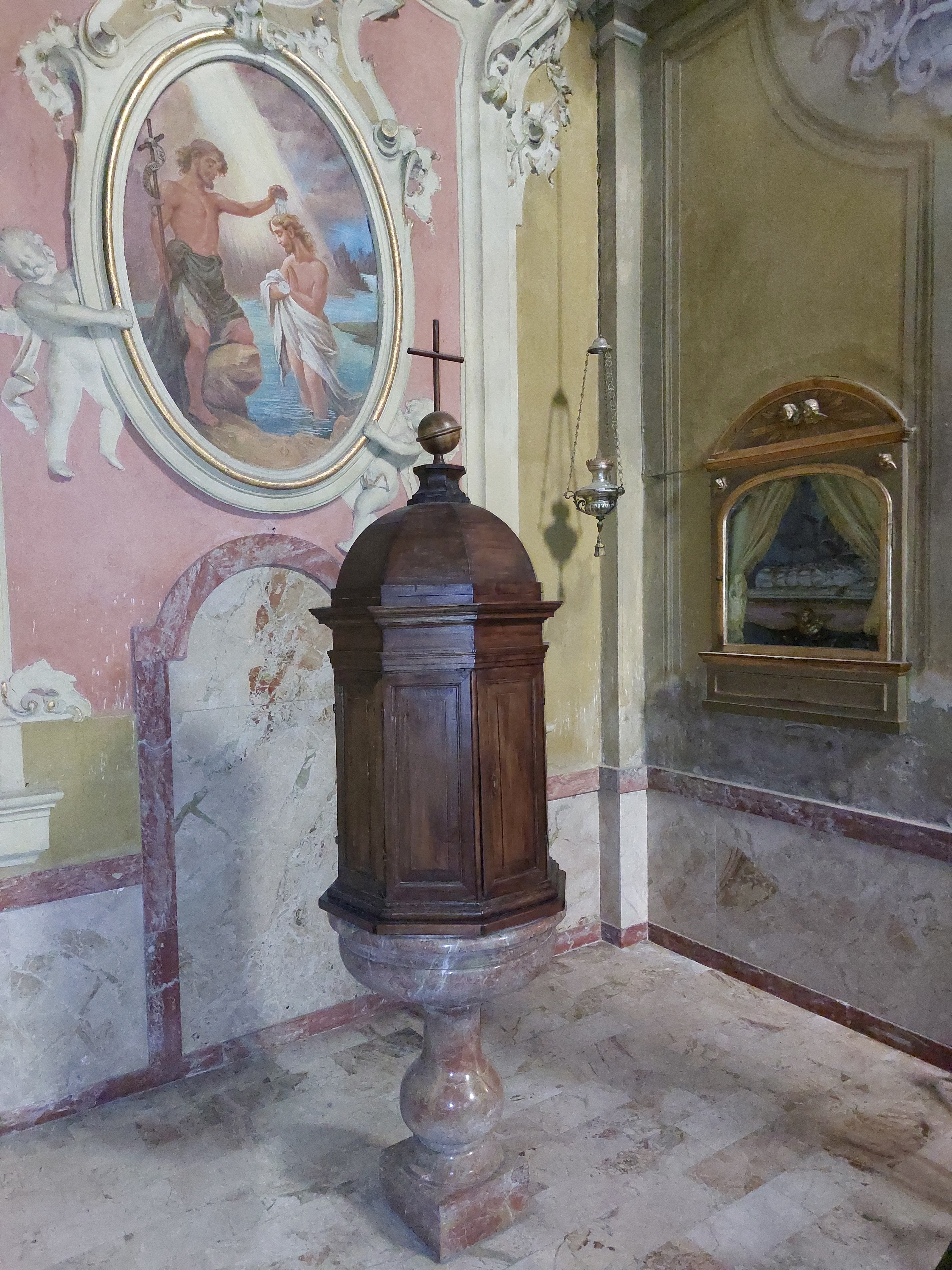
Fonte battesimale della chiesa parrocchiale di Caselle Landi
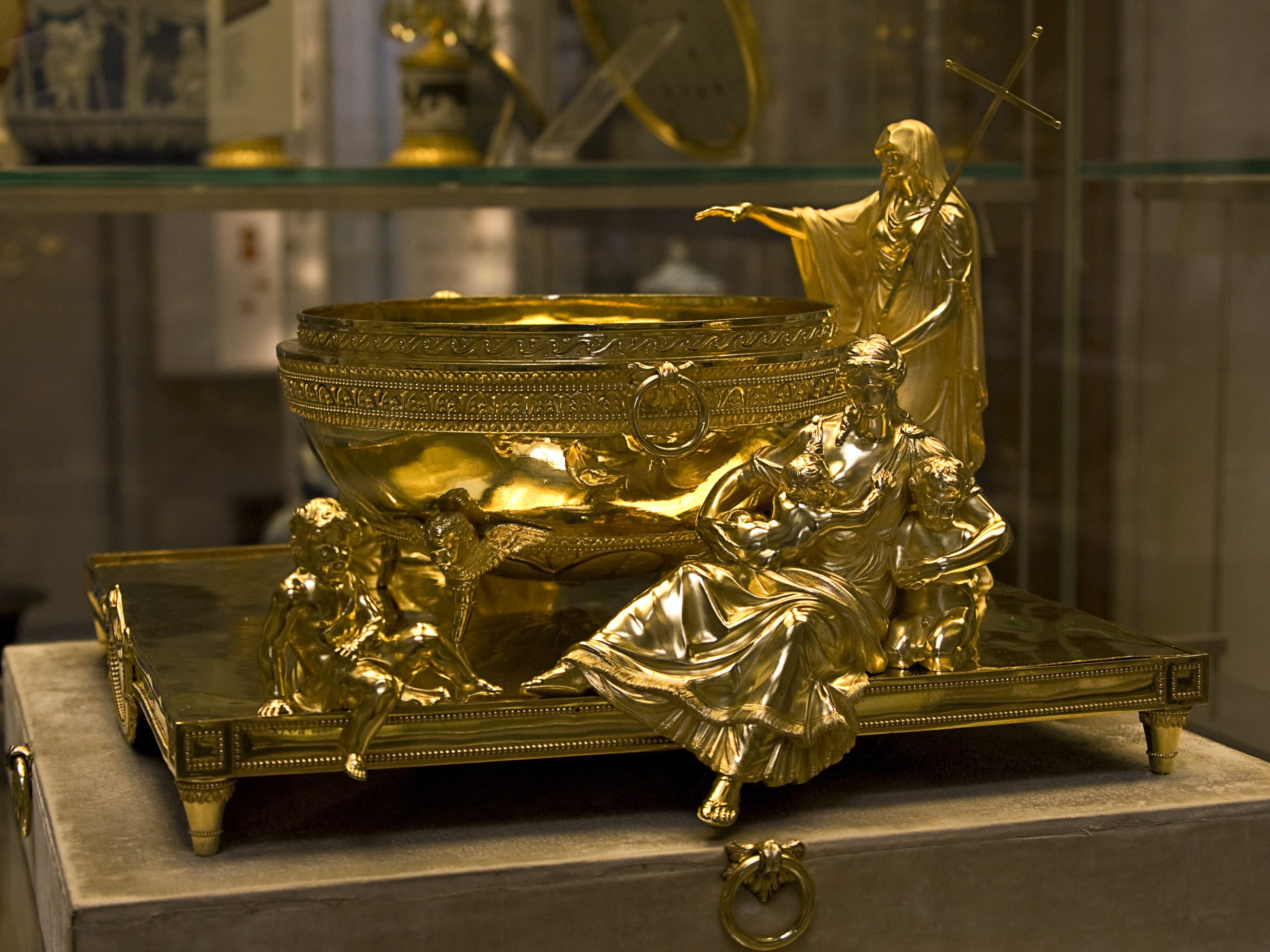
Portland Font, 1797, orafo Paul Storr,  223 once d'oro a 22 carati British Museum